# Pterostichus kopetzi
Pterostichus kopetzi is een keversoort uit de familie van de loopkevers (Carabidae). De wetenschappelijke naam van de soort werd voor het eerst geldig gepubliceerd in 2005 door Joachim Schmidt.